# Ca l'Andreu (Sant Pere Pescador)
Ca l'Andreu és una obra del municipi de Sant Pere Pescador (Alt Empordà) inclosa en l'Inventari del Patrimoni Arquitectònic de Catalunya.

## Descripció
Situada dins del nucli urbà de la població de Sant Pere Pescador, a poca distància al sud de l'antic nucli fortificat de la vila.
Edifici entre mitgeres de planta rectangular, format per tres crugies. Està distribuït en planta baixa i dos pisos, amb la coberta plana adaptada com a terrat. A la part posterior presenta un altell d'una planta més d'alçada, amb la coberta a dues aigües de teula. Majoritàriament, les obertures de l'edifici són rectangulars, amb l'emmarcament d'obra. A la planta baixa hi ha dos antics portals d'arc rebaixat bastits amb maons, actualment transformats en finestres. Un d'ells està datat amb l'any 1907. Al primer pis, un balcó corregut i dos finestrals de sortida, amb llosana de revoltons i barana de ferro treballada. Al costat, una finestra reformada amb vidre emmotllat, que també es repeteix a la segona planta, on hi ha dues obertures més. La façana està rematada amb una balustrada que delimita el terrat. El parament de la façana deixa veure l'obra de maó vista, tot i que la planta baixa està arrebossada i pintada amb tonalitats marrons.

## Història
Casa bastida l'any 1907, tal com ho testimonia la data pintada sobre els rajols ceràmics del primer pis.